# 益子夜市
益子夜市（ましこよいち）とは、栃木県芳賀郡益子町の城内坂通りで行われる観光イベントである。
「ヨルノマシコモ、マタタノシ」をキャッチフレーズとして、8月の土曜の夜の一晩開催され、数多くの飲食店の出店と、各ステージで開かれる音楽コンサートなど、様々な「益子の夏の夜」を楽しむイベントである。

## 沿革
栃木県益子町の大きな観光イベントは、「益子焼と民藝と陶芸の町・益子町」最大のイベント「益子陶器市」に代表されるように、気候の良い春と秋に集中しており、夏の時期の観光集客が長年の課題となっていた。また、城内坂通りにある陶器専門店などの店舗のほとんどが通年夕方になると閉店するため、「益子祇園祭」を除けば夜のイベントが無く、益子では夜に営業している飲食店は少ないというイメージを持たれてしまっており、宿泊などの「滞在を伴う観光客」への企画も求められていた。更には観光客だけではなく地元の人たちにも気軽に楽しめるイベントも求められていた。
2013年（平成25年）、城内坂通りの陶器専門店「もえぎ」の経営陣の一人である大塚和美は、「益子の夏の夜の活性化」をテーマに「益子夜市」を発案。益子町城内坂通り沿いの販売店で構成する「城内坂通り会」に提案し、更に益子町観光協会や益子町益子焼関係団体振興協議会などの関係各所に働きかけ、「益子夜市実行委員会」を設置。外池茂樹益子町観光協会長を実行委員長とし大塚和美が運営委員長を務め、「益子町の夏の観光の目玉としたい」と「益子夜市」の企画の準備を進めてきた。そして2013年（平成25年）8月10日、初めて「益子夜市」が開催された。
城内坂通りの起点となる城内坂交差点から、城内坂の頂上に当たる「益子焼窯元共販センター」までの約500mを会場として、2つの特設会場を設け、城内坂通りの中では町内の飲食店が飲食を、そして地元の酒造店やバーも集まりアルコールを各店のメニューで出店し「縁日」を開いた。また、益子町出身の演奏家によるアンサンブルや和太鼓の演奏、ミュージカルやフラダンスショーも催され、城内坂通り各所に設けられたステージを盛り上げた。
「もえぎ」や「陶庫」などの城内坂通り沿いにある陶器専門店は「益子夜市」が終了する夜9時まで営業し、「益子夜市」限定商品も販売した。
2014年（平成26年）には8月9日午後6時に開かれ、イベント時間を夜9時半まで拡大し、飲食店の出店数も40店舗に拡大。夜7時からは歩行者天国も行われ、8時半からは「益子音頭」の流し踊りも行われた。また、同年8月16日まで「益子夜市＆里帰りウィーク2014」を企画。城内坂通りの陶器専門店各店がそれぞれ考案した「益子焼手土産コーナー」を設置し「お土産としての益子焼」をアピールした。なお、真夏の日中に店舗を回るのは難しいからと、お盆期間中となる13日から16日まで、城内坂通りの陶器専門店の営業時間を夜8時まで延長した。そして最終日となる16日には益子町城内坂通り沿いの観音寺でオカリナ奏者の宗次郎が無料コンサートを開いた。
その後、2015年（平成27年）、2016年（平成28年）、2017年（平成29年）、2018年（平成30年）、2019年（令和元年）まで、飲食店の出店や催し物の規模を拡大させながら開催を続けていった。
しかしその後、新型コロナ禍の影響により、4年間の開催中止を余儀なくされた。
そして2023年（令和5年）8月15日、益子町城内坂通りで、「益子祇園祭」で城内坂地区が引く屋台が繰り出され、フィナーレとして花火が打ち上げられるなど新しい企画も起ち上げ、4年ぶりに「益子夜市」が開催された。